# محمد أحمد إبراهيم
محمد أحمد إبراهيم (مواليد 1962) فنان إماراتي من مدينة خورفكان  وأحد رواد الفن المفاهيمي «الخمسة» في الإمارات العربية المتحدة وهم حسن شريف وعبد الله السعدي وحسين شريف ومحمد كاظم. 

## المعارض
- 2019-2020 الصحراء X العلا (معرض جماعي) [4]
- 2015 خفة الوجود التي لا تطاق، غاليري ياي، باكو [5]
- 2015 معرض فردي «تراب» بقاعة كوادرو بدبي
- 2013/2014 معرض فردي «برايمورديال»، صالة كوادرو، دبي
- 2009 بينالي البندقية، إيطاليا
- 2005 متحف كونست، بون، ألمانيا
- 2002 منتدى لودفيج، ألمانيا
- 2000 بينالي هافانا، كوبا
- 1998 بينالي القاهرة، مصر
- 1998 معهد العالم العربي، باريس، فرنسا (معرض جماعي)
- 1996 متحف الشارقة للفنون، الشارقة، الإمارات العربية المتحدة
- 1995 مركز سيتارد للفنون، هولندا
- 1993 بينالي دكا، دكا، بنغلاديش
- (1993 - 2007) بينالي الشارقة، الشارقة، الإمارات العربية المتحدة
- 1990 معرض جمعية الإمارات للفنون التشكيلية في موسكو

## الجوائز
- 1999 الجائزة الأولى في النحت، بينالي الشارقة، الإمارات العربية المتحدة.[6]
- 2001 الجائزة الأولى في النحت، بينالي الشارقة، الإمارات العربية المتحدة.